# Creighton, Nebraska
Creighton är en ort i Knox County i delstaten Nebraska, USA.